# جیمز میلار (بازیگر استرالیایی)
جیمز میلار (James Millar زاده ۲۱ ژانویه ۱۹۸۰) بازیگر، خواننده و نویسنده استرالیایی که برنده چند جایزه است. او نویسنده درام موسیقی "هاتپین" است در سیدنی در تاریخ ۲۷ فوریه ۲۰۰۸، آهنگ " LOVEBiTES" و نویسنده و برنده چند جایزه نیمه اتوبیوگرافیک "Touch of Chaos" برتر اجرا شد.
او به ویژه، او مؤسسه Hope را تأسیس کرد ، یک برنامه توسعه بی‌سابقه ای برای نمایشنامه نویسان و آهنگسازان در زمان اپیدمی کوید سال ۲۰۲۰ که ده اثر جدید تئاتر توسط تیمی متشکل از ۱۳۲ خلاق ایجاد شده‌است.

## آکادمی هنرهای نمایشی استرالیا غربی(WAAPA)
جیمز میلار در رشته نوشتن در دانشگاه فناوری سیدنی و عملکرد در آکادمی هنرهای نمایشی استرالیا غربی (WAAPA) تحصیل کرد، فارغ‌التحصیل در سال ۲۰۰۴. او هنگام تحصیل در پرت، توسط تعدادی از نوازندگان برجسته استرالیایی مانند دیوید کینگ، تونی شلدون، نیک انریت، رم کانوی، ریس مک کانوچی، آدام کوک، جان میلسون و نانسی هایز کارگردانی و تدریس شد. قبل از فارغ‌التحصیلی، او در ضبط و اجرا اصلی توسط ستاره دار ادی کامل، سوزانا، Spurboard، بازی Pajama، اقیانوس آرام پیشنهادهای (این قاری)، کاملاً صریح، بوته، نقب زن در سقف (به عنوان Tevye) و مهمانی وحشی (به عنوان سام) حضور داشته‌است.
وی همچنین در غرب استرالیا در ملودی‌های صبح در تئاتر اعلیحضرت در پرت، Assassins و Piangere ظاهر شد.
در سال ۲۰۱۰، میلار و همکار پیتر رادرفورد مأمور شده‌اند که سومین کتاب موسیقی خود با نام Touch of Chaos را در WAAPA کارگاه تولید و تولید کنند.
میلار توسط دانش آموزان سال سوم تئاتر موسیقی که در اوت ۲۰۱۳ افتتاح شد، به کارگردانی تولید Assassins توسط WAAPA دعوت شد.

## فیلم و تلویزیون
برای تلویزیون، میلار در فیلم‌های Home and Away , Police Rescue , A Country Country , The Liverpool , The Investigators (ABC TV) , Water Rats و فیلم تلویزیونی برهنه: مرجان جزیره نیل آرمفیلد نقش بازی کرده‌است.
وی در فیلم برنده جوایز The Eternity Man به کارگردانی جولیان تمپل در سال ۲۰۰۸ بازی کرد.

## نمایش‌های کاباره ای
میلار مدرک نویسندگی را در دانشگاه صنعتی سیدنی به پایان رساند و متعاقباً تعدادی از کاباره‌های اصلی مانند Moments of Breathtaking Stuparity را که او با Verity Hunt-Ballard در هردو سیدنی و ملبورن در سال ۲۰۰۴ اجرا کرده‌است، به رشته تحریر درآورده است. برای آماندا هریسون، Poison Soprano، ده چیزی که من از کاباره متنفرم، ورزش غیرممکن، و عشق به فروش آملیا کورماک که چهار فصل بازگشت داشت.
وی همچنین برنده نمایش ویترین کاباره پریمایر ۲۰۰۴ در سیدنی بود که منجر به اجرای دومین نمایش کاباره وی با نام «سایر افراد داستان» شد و در ادامه تور با بازیگر مشهور استرالیایی «آماندا مگگلتون» در کاباره شیطان قرار گرفت.
میلار همچنین در یک بازی سه‌گانه آوازی با بازیگران همکار ایان استنلیک و اسکات ایروین به نام «براوو» اجرا کرد.
در محافل کاباره، او به دلیل حضورش در ShowQueen Sessions- که در سیدنی و ملبورن گشت و گذار بود- مشهور است.
در مارس ۲۰۱۰، میلار در یکی دیگر از نمایشگاه‌های دیگر افتتاحیه در Chapel off Chapel در ملبورن و ShowStoppers تولید شده توسط شرکت Luckiest Productions لیزا و دیوید کمپبل حضور داشت.
میلار در لوکی موندر، ستاره دکتری ژیواگو در تولید نوئل و گرتی پیوست. این تولید براساس خاطرات و نامه‌های Noël Coward و Gertrude Lawrence ساخته شده‌است. این نمایش در جشنواره کاباره آدلاید در ماه مه ۲۰۱۳ به نمایش درآمد.
در سال ۲۰۱۳ میلار کاباره Up Up و منطقی شخصی برای شرور را نوشت، ما Rock You You را ستاره آماندا هریسون می‌کنیم. که به تور خود ادامه می‌دهد.

## تئاتر موزیکال
او قبلاً در اوکلاهما ظاهر شده‌است ! برای شرکت تولید در تئاتر دولتی ملبورن، ماجراهای Snugglepot و Cuddlepie برای شرکت B Belvoir به کارگردانی نیل آرمفیلد، با بازی در هر دو فصل کمدی BoyBand در سیدنی، نقش اصلی فردریک ورن در تولید برتر جهان را بازی کرد. ابراز پیروزی از اکتشاف در ملبورن تئاتر اعلیحضرت او را برای ملبورن جشنواره بین‌المللی هنرهای، ثبت و تور با ShowQueen: زنده در هر دو سیدنی و ملبورن، ستاره دار در LoveBites چرخه آهنگ تحسین منتقدان و نقش پیتر در بازی سوندهایم‌های شرکت در تئاتر سلطنتی سیدنی.
میلار در تولید ناخوشایند Floyd Collins برای شرکت تئاتر Kookaburra بازیگر شد، اما او مانند بقیه بازیگران خود را برای اجرای یک کنسرت یک طرفه در ۳ مه ۲۰۱۰ آماده کرد. این تولید همچنین با بازی پیتر کوزنس، مایکل فالزون، تریشا کرو و کویینی ون دو زندت بازی کرد.
در سال ۲۰۰۹ میلار در نخستین اجرای استرالیا از موسیقی خارج از برادوی گوتنبرگ اجرا کرد! موزیکال!، با بازی در نقش Chucky در جری اسپرینگر: اپرا در خانه اپرای سیدنی و در تئاتر گروه موسیقی سیدنی در نقش اصلی میچل گرین در پیش نمایش نمایش سگ کوچک که توسط داگلاس کارین Beane نمایش داده شد، ظاهر شد.
او همچنین در فیلم Premiere of Grey Gardens for the Company Production، چرخه حلقه در The Royal Opera House، کاون گاردن حضور داشت و در سال ۲۰۱۳ در انگلستان در شطرنج به عنوان مولوکوف گشت.
در آوریل ۲۰۱۴، میلار برای گروه بازیگران تور آرنا در آمریکا از عیسی مسیح سوپراستار، با بازی در نقش بن فورستر و جان لیدون معرفی شد. با این حال، تور متعاقباً لغو شد.
در آوریل ۲۰۱۵، اعلام شد که میلار در فصل پیش نمایش استرالیا ماتیلدا افتتاحیه موزیکال در ژوئیه در سیدنی بازی می‌کند.
او این چرخش موفق را با یک چرخش ستاره به عنوان آلن بنت در مقابل میریام مارگولیز در «تئاتر بانوی در وان» در شرکت تئاتر ملبورن دنبال کرد.

### رادیو بی‌بی‌سی صدای تئاتر موزیکال
در سال ۲۰۰۶ او به «صدای تئاتر موسیقی» از رادیو بی‌بی‌سی ۲ دعوت شد، یکی از معدود هنرمندان منتخب بین‌المللی که هر سال اجرا می‌شود.

### نمایش هاتپین
در سال ۲۰۰۶ و ۲۰۰۷ میلر، موزیکال The Hatpin را در کنار آهنگساز پیتر رادرفورد، براساس مجموعه ای از نوزادان مرتکب شده در سیدنی توسط جان و سارا ماکین (که برای نمایش به آگاتا و چارلز تغییر نام داده‌اند) در سال ۱۸۹۲ نوشت، ساخت، و همچنین تلاش‌های این مادر مجرد آمبر موری برای یافتن عدالت برای پسرش هوراس.
هاتپین در مرکز سیمور در سیدنی در تاریخ ۲۷ فوریه ۲۰۰۸ برای تحسین افتتاح شد. این اثر پیتر کوزنس، کارولین اوکانر، میشل دوک، Gemma-Ashley Kaplan , Barry Crocker و Melle Stewart بازی شده‌است. آلبوم بازیگران در سال ۲۰۰۸ توسط Neil Gooding Productions منتشر شد
در سال ۲۰۰۸، نمایش هاتپین در جشنواره تئاتر موسیقی نیویورک پذیرفته شد که با بازی تئاتر بازیگران آمریکا با و فرمت کوچک‌تری اجرا شود.

### عاشقان
در پی موفقیت نمایش هاتپین، میلار دوباره به همراه یک راترفورد برای یک چرخه آهنگ مبتکرانه و مورد تحسین منتقدان "LoveBites" قرار گرفت که در سال ۲۰۰۸ موجی از نقدهای پر سروصدا دریافت کرد. میلار در کنار اوکتاویا بارون مارتین، تایلر برنز و سارا کراسر به عنوان یک مجری در این اثرظاهر شد. این اثردر سال ۲۰۰۹ بازسازی شد.
Lovebites در سال ۲۰۰۹ بازگشت و در آنجا موفق به کسب ۲ نامزد Glug و یک فصل در Playhouse پرت در ژوئن / ژوئیه ۲۰۱۰ شد. بازیگران پرت بار دیگر شامل میلار، با آملیا کورماک، دیوید هریس و سوفیا راگاواش شدند.

#### آلبوم بازیگران
ضبط رسمی بازیگران از بازیگران سال ۲۰۰۹ انجام شد و در فوریه ۲۰۱۰ منتشر شد.
اجرا کنندگان این آلبوم عبارتند از:
- کارولین اوکانر
- مله استوارت
- پیتر کوزنس
- باری کراکر
- Gemma-Ashley Kaplan

لیست قطعات
| CD 1: ACT ONE: 1. Falling in Love 2. Georgina & Peter: A Rock 3. Ray & Denise: The Captain's Turned Off The Fasten Seatbelt Sign 4. Madeleine & Poppy: A Single Poppy 5. Elliot & Grace: Impossibility 6. James & Daniel: Book Group, 1984 7. Louise & Bob: If My Name Was Harvey 8. Kevin & Annie: A Plastic Bag (An Urban Legend) 9. Falling in Love 2 | CD 2: ACT TWO: 1. Falling in Love 3 2. Nothing Is Where Something Was 3. Georgina & Peter: A Hard Place 4. Ray & Denise: Head In The Clouds 5. Madeleine & Poppy: Give It To The Breeze 6. Elliot & Grace: Three Times 7. James & Daniel: Setting The Date 8. Louise & Bob: Bob & Louise 9. Kevin & Annie: When You See Someone's Sh*t 10. Love, Bring Me Some Water. |

## کتابهای صوتی
در لندن، میلار راوی پرکار کتابهای صوتی است. آثار وی شامل ۱۹۱۲: تاریخچه قطب جنوب، Stranger Than Fiction for Lonely Planet و The Rosie Project و همچنین چندین اثر کتاب صوتی برای RNIB است.

## یوتیوب
در اواخر سال ۲۰۰۹، میلار، به همراه مدیر خلاق خود، یک ویدئویی صوتی کمدی را برای نقش مری پوپینز در Mary Poppins The Musical ایجاد کردند و آن را در یوتیوب قرار دادند. پس از وایرال شدن آنلاین و یک ویدیو دوم که در نیویورک فیلمبرداری شد، میلار برای بازی در نقش مری روی صحنه زنده در Hats Off 2010 در مرکز سیمور دعوت شد.
میلار سپس به ساخت ویدئوی دوم در مورد تلاش خود برای بازی در نقش سندی (سگ) در تولید بعدیAnnie پرداخت.

## جوایز
در سال ۲۰۰۵ میلار برنده ویترین افتتاحیه کاباره در سیدنی شد.
در سال ۲۰۰۶ میلار به دلیل عملکرد جود فری در اوکلاهما، جایزه اتاق سبز را به عنوان بهترین بازیگر نقش مکمل مرد در سال ۲۰۰۶ بدست آورد اکلاهما! در ملبورن
در سال ۲۰۰۸ میلار به دلیل بازی در نمایش کوتاه " بلندرمان " بهترین بازیگر زن جشنواره "کوتاه و شیرین" سیدنی را بدست آورد.
در سال ۲۰۰۹، LoveBites در جوایز تئاتر سیدنی نامزد بهترین کاباره شد و The Hatpin نامزد بهترین کار جدید استرالیا شد.
در سال ۲۰۱۰ میلار برای اجرای نمایش «داگ سیمون» در گوتنبرگ برای یک جایزه تئاتر سیدنی، یک GLUG و یک فضای سبز شد! موزیکال!.
در سال ۲۰۱۴، یک Touch Little of Chaos جایزه هنری ویکتوریا را برای بهترین کار جدید استرالیا کسب کرد.
در سال ۲۰۱۶ میلار به دلیل عملکرد خود به عنوان Miss Trunchbull در Matilda the Musical، جایزه Helpmann برای بهترین بازیگر مرد را در موزیکال دریافت کرد.